# Hunshyal, Sindgi
Hunshyal là một làng thuộc tehsil Sindgi, huyện Bijapur, bang Karnataka, Ấn Độ.